# Nicole Richie

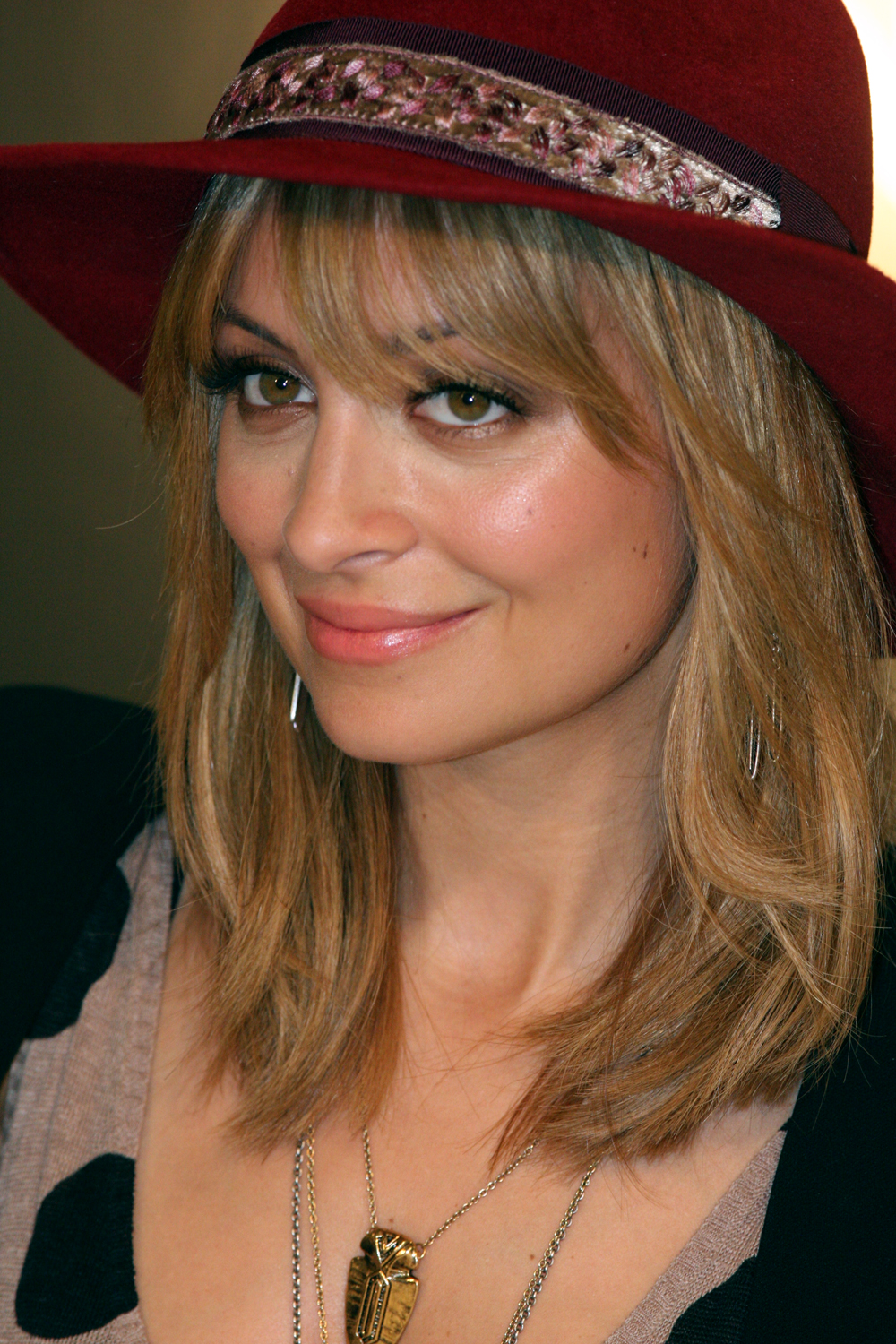
Nicole Richie bei einer Vorstellung ihrer Schmuckkollektion in Sydney. (2012)

Nicole Camille Richie, geboren als Nicole Camille Escovedo (* 21. September 1981 in Berkeley, Kalifornien) ist eine US-amerikanische Schauspielerin und ein It-Girl. Sie ist die Adoptivtochter von Lionel Richie und wurde an der Seite von Paris Hilton durch die Reality-Show The Simple Life bekannt.

## Leben
Richie wurde als Tochter von Peter Michael Escovedo, dem Bruder von Sheila E., geboren und ist die Enkelin des Jazz-Perkussionisten Pete Escovedo. Der damals stark von Alkohol und anderen Drogen abhängige Musiker spielte in Lionel Richies Begleitband und nahm seine Tochter häufig zu Proben, Auftritten und Aufnahmen mit. Lionel Richie, dem die Sucht seines Musikers bekannt war, bat den leiblichen Vater, das Kind in seine Obhut zu übergeben. So zog Nicole im Alter von drei Jahren zur Familie Richie. Sechs Jahre später stimmte Escovedo einer Adoption zu.
Richie ist seit ihrer frühesten Kindheit mit Paris Hilton befreundet und besuchte gemeinsam mit ihr die Buckley School in Sherman Oaks, Kalifornien. Schon im Alter von 13 Jahren machte Nicole Richie erste Erfahrungen mit Alkohol und anderen Drogen. Im Jahr 2003 wurde sie wegen Fahrens ohne Fahrerlaubnis und Drogenbesitzes angeklagt. Infolge des Prozesses unterzog sich Nicole Richie freiwillig einem Entzug. Am 11. Dezember 2006 wurde sie erneut von der Polizei beim Fahren unter Drogeneinfluss angehalten und wurde am 27. Juli 2007 zu vier Tagen Haft verurteilt. Die Strafe verbüßte sie am 23. August 2007 für 82 Minuten im Century Regional Detention Center in Lynwood.
Bekannt wurde Richie mit der weltweit erfolgreichen Serie The Simple Life, in der sie ab Dezember 2003 an der Seite von Paris Hilton zu sehen war.
Mitte 2005 kam Richie erneut in die Schlagzeilen, als sie begann, als Model zu arbeiten. Die US-amerikanischen Medien vermuteten, Richie leide unter einer Essstörung, da sie auf Fotos extrem abgemagert aussah. Richie betonte aber immer wieder, ihre Gewichtsreduktion sei auf Stress zurückzuführen und nicht durch Krankheit oder Drogen bedingt. Erst in jüngster Zeit hat Richie ihr erhebliches Untergewicht eingestanden und eine Zusammenarbeit mit einem Ernährungsberater begonnen.
Seit Ende 2006 ist sie mit Joel Madden, dem Sänger der US-amerikanischen Punk-Band Good Charlotte, zusammen. Die beiden sind seit dem 11. Dezember 2010 verheiratet und Eltern zweier Kinder.

## Karriere

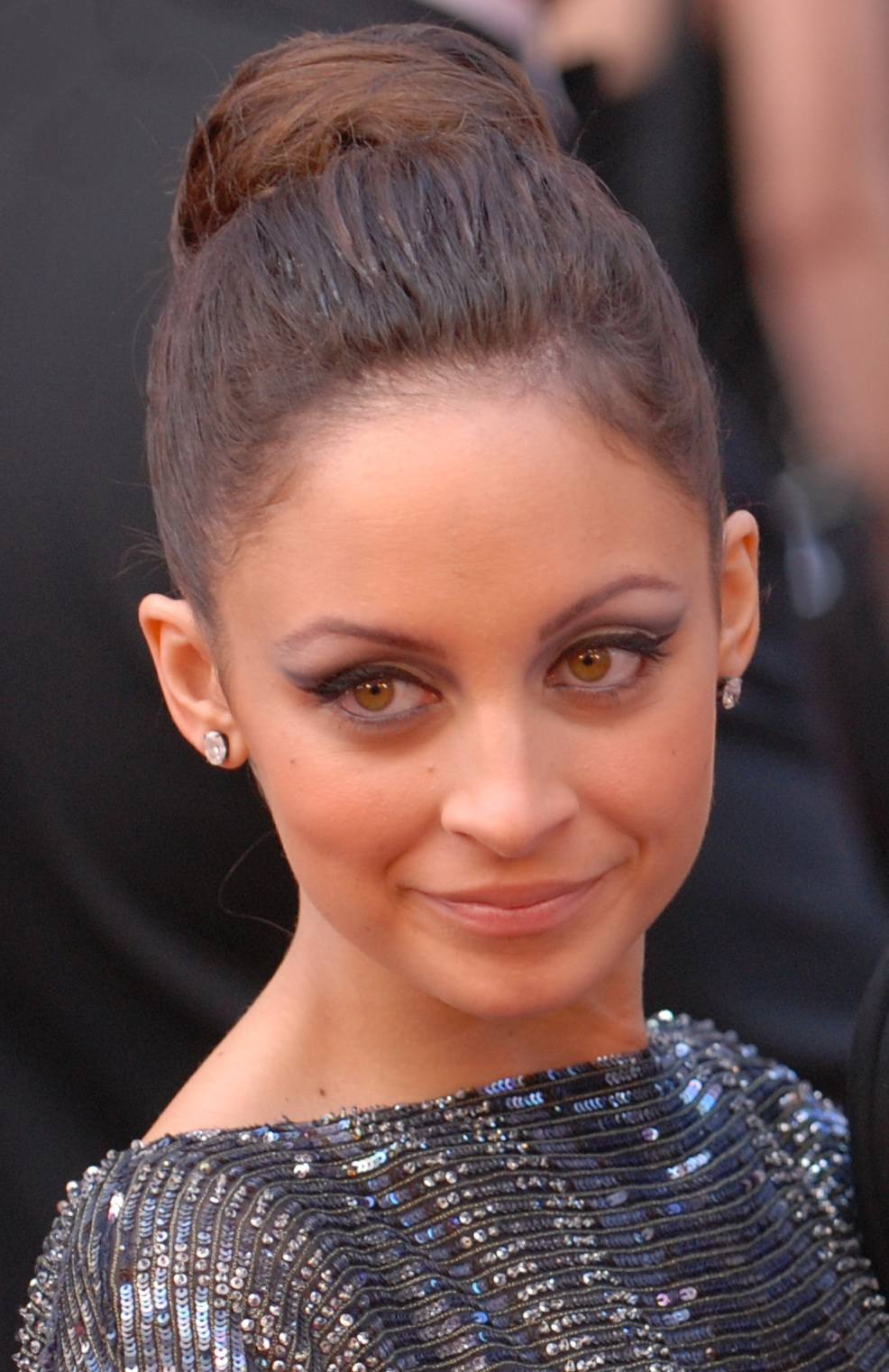
Nicole Richie bei der 82. Oscar-Verleihung (2010)

Neben zahlreichen Fernsehauftritten versuchte sich Nicole Richie als Schauspielerin. Sie spielte eine Hauptrolle im Spielfilm Kids in America und hatte Gastauftritte in Fernsehserien wie Chuck, 8 Simple Rules, Rock Me Baby, Eve und American Dreams. 2005 veröffentlichte Richie den Roman The Truth About Diamonds. 2005 gewann sie den Young Hollywoods Style Icon-Award von Hollywood Style Awards und 2008 den Golden Pacifier Award vom Babytalk Magazine. Im Juni 2008 wurde Richies erste Schmuckkollektion House of Harlow 1960, die sie nach ihrer Tochter benannte, veröffentlicht. Im September 2010 erschien ihr zweiter Roman Priceless.

## Filmografie (Auswahl)
- 2003: Punk’d
- 2003–2007: The Simple Life (Fernsehserie)
- 2004: Six Feet Under – Gestorben wird immer (Fernsehserie, 1 Folge)
- 2004: Eve (Fernsehserie, 1 Folge)
- 2004: Rock me, Baby (Fernsehserie, 1 Folge)
- 2004: American Dreams (Fernsehserie, 1 Folge)
- 2005: Meine wilden Töchter (Fernsehserie, 1 Folge)
- 2005: Kids in America
- 2008, 2010: Chuck (Fernsehserie, 2 Folgen)
- 2010: Project Runway (2 Folgen als Gastjurorin)
- 2012: Fashion Star
- 2013: The New Normal (Fernsehserie, 1 Folge)
- 2016: RuPaul’s Drag Race (1 Folge als Gastjurorin)
- 2017–2018: Great News
- 2018: Camping (1 Folge)
- 2019: Grace and Frankie (1 Folge)